# Antonio de Quintanilla Álvarez
Antonio de Quintanilla Álvarez (San Carlos, Chiloé, 1825 - San Juan, Puerto Rico, 1869) fue un funcionario español involucrado en la Ortegada en 1860, proceso en el cual actuó como recaudador de fondos del pretendiente carlista Carlos Luis de Borbón y Braganza. Por este rol recibió el título carlista de Marqués de Quintanilla.

## Biografía
Nace en 1825 en San Carlos, la actual ciudad de Ancud, archipiélago de Chiloé, en el contexto de las campañas de Chiloé que terminan con la incorporación de este territorio a Chile en enero del año siguiente. Fue hijo del gobernador Antonio de Quintanilla y de la chilota Antonia Álvarez.
Una vez finalizada la guerra con la derrota del bando realista, en 1826 la familia se desplaza a Valparaíso, donde se embarcan de vuelta a España, y llegan a la localidad de Pámanes, Cantabria, donde aún residía Francisco de Quintanilla, padre del exgobernador chilote. En España sigue estudios de leyes y se convierte en funcionario del Ministerio de Justicia, acercándose al bando carlista en la década de 1850.
Luego del fracaso de la Ortegada en abril de 1860 se distancia de la política y contrae matrimonio con Elena Fábregas Pellón, con quien se trasladan a San Juan, Puerto Rico. En 1867 nace Guillermo Quintanilla, único hijo del matrimonio y quien posteriormente volvería a España.
Quintanilla fallece en 1869 mientras se desempeñaba como presidente o fiscal de audiencia en Puerto Rico.

## Pensamiento político
Las cartas conservadas de Quintanilla lo muestran como un firme partidario de la fusión de las dos ramas Borbón de España, con el fin de acabar con la inestabilidad producida durante las guerras carlistas.
¿Qué español no daría la mitad de lo que posee, la mitad de su vida por librar a la patria, asaz amenguada hoy, de los horrores de una nueva guerra? A evitar ésta tiende la fusión sin alterar nada con ella, olvidándolo todo y predisponiendo a reivindicar nuestras antiguas glorias y grandezas.
No obstante, la inviabilidad de esta opción lleva a que progresivamente decantara sus simpatías hacia el bando carlista, apoyando el derecho al trono del pretendiente Carlos Luis de Borbón y Braganza. A esto suma cierto ideal meritocrático e hispanoamericanista, donde defiende la realización de una conferencia con representantes de España y América para acercar posiciones entre ambos territorios.
En 1865 comienza a escribir sus memorias, que de forma inconclusa entrega al historiador Antonio Pirala, quien las incorpora a su obra "Historia de la guerra civil y de los partidos liberal y carlista".

## La Ortegada
Hay registros de su contacto con el pretendiente Carlos Luis desde 1856, cuando luego de un intercambio epistolar, este le autoriza para recaudar fondos en su nombre, y como muestra de gratitud le entrega el título real de Marqués de Quintanilla el 3 de agosto del mismo año. Durante los siguientes años se dedicaría a esta labor, recorriendo distintas cortes europeas con el fin de buscar apoyos y fondos para la causa carlista en España.
En marzo de 1860 es parte de la tripulación del buque Huveaune, que traslada a la familia Borbón y Braganza a las Islas Baleares, donde se integra el militar conspirador Jaime Ortega, para luego trasladarse al territorio continental español, donde se dan una serie de arengas en favor de los pretendientes carlistas. Sin embargo, esta intentona fracasa el 29 de marzo en San Carlos de la Rápita, cuando tropas engañadas por Ortega demuestran su lealtad por el bando isabelino, haciendo huir al conspirador.
Luego del fracaso del plan, Quintanilla escapa a Madrid y luego a Portugal, y el 2 de mayo se beneficia de la amnistía general que declara Isabel II a los conspiradores.  Algunos meses después viaja a Trieste, donde vuelve a reunirse con el pretendiente Carlos Luis.

Varios años después, en sus memorias señalaría:
Yo adquirí del Conde de Montemolín la más completa confianza y lo confieso, fui el agente más autorizado y activo que trabajó en aquella época (antes y durante San Carlos de la Rápita) de renovación del partido carlista. Raro será el caso, muy raro será el acto, el negocio, el detalle preparatorio y más o menos esencial a la organización y desenvolvimiento de aquel Plan, en que yo no haya intervenido o sabido su exactitud.